# Hjalmar Arwin
Hjalmar August Andersson Arwin, ursprungligen Johan August Hjalmar Andersson, född 28 april 1871 i Tångeråsa församling i Örebro län, död 19 december 1927 i Oscars församling i Stockholm, var en svensk ingenjör.

## Biografi
Efter examen från Tekniska skolan i Stockholm var Hjalmar Arwin anställd på arkitektkontor till 1897, då han startade egen byggnadsverksamhet. Han tog 1906 initiativet till Lidingö Trafik AB och AB Lidingö Villastad, som han ledde till 1920. Det uppgavs till största delen vara Arwins förtjänst, att Lidingö stad hade fått den ställning den som den hade 1927.
Hjalmar Arwin var från 1896 till sin död gift med Carin Rudebeck (1872–1952) och ett av parets barn är författaren Inga Lindskog (1897–1989).